# Bünzlis Großstadterlebnisse
Bünzlis Großstadterlebnisse ist der Titel eines Schweizer Dialekttonfilms, den Robert Wohlmuth 1930 in eigener Produktionsfirma nach dem Drehbuch des Hauptdarstellers Fredy Scheim in Wien gedreht hat. Alternativer Titel war Bünzlis Abenteuer.

## Handlung
Heiri Bünzli, ein biederer Schweizer, wird durch ein Zeitungsinserat darauf gebracht, sich als Schauspieler zu bewerben. «Im Filmstudio aber erwarten ihn tausend Überraschungen.»

## Hintergrund
Bünzlis Großstadterlebnisse wurde von der Robert Wohlmuth Produktion (Wien) hergestellt. Gedreht wurde im Selenophon-Atelier Wien. Für das Bühnenbild zeichnete Hans Ledersteger verantwortlich, die Kameraführung hatte Oskar Schnirch. Die Filmmusik komponierte Paul Mann.
Der Film, der auch unter den Titeln Wien, die Stadt seiner Träume und Bünzli fait du cinéma verliehen wurde, erlebte seine Uraufführung am 31. Januar 1931 in Basel.
Er gilt heute als verschollen.

## Rezeption
Bünzlis Großstadterlebnisse war der erste Tonspielfilm, der für die Schweiz gedreht wurde. Die Titelrolle des einfältigen, letztlich aber doch schlauen Bünzli spielte der in Biel geborene, als «Zürcher Fredi» bekannt gewordene Volksschauspieler und Dialektkomiker Fredy Scheim, der in dieser Rolle auch zahlreiche Grammophonplatten besprochen hatte. Das Drehbuch hat Scheim selbst geschrieben. Die Figur des Kleinbürgers Bünzli entstammt der Dialektposse Käsefabrikant Heiri Bünzli, die Scheim für seine Theatertruppe in Zürich verfasst und dort mehrfach mit Erfolg aufgeführt hatte.
Mit dem ersten Tonfilm setzt thematisch auch die Stadt-Land-Auseinandersetzung ein, die den Schweizer Film in den 1930er Jahren durchziehen sollte. Die Stadt wurde als Ort unsicherer Elemente dargestellt, die den biederen Schweizer vom Lande in Gefahr bringen. Dessen geradlinige Ehrlichkeit wurde gegen die Verschlagenheit der Großstädter ausgespielt. Besonders schlecht kamen dabei die Basler davon, die Jahrzehnte hindurch den Bösewicht abgeben mussten.
«Es ist möglicherweise symptomatisch, dass gleich der erste Schweizer Film über die Stadt, der 1930 unter dem Titel Bünzlis Großstadterlebnisse herauskam, Ablehnung ausdrückte. Die große Stadt ist ein Ort, an dem nicht das wirkliche Leben stattfindet.»
Scheim drehte 1935 zusammen mit Rudolf Bernhard noch einen weiteren Bünzli-Tonfilm unter dem Titel Ohä lätz! De Bünzli wird energisch!